# Leon Sreš
Leon Sreš, slovenski nogometaš, * 27. april 1992.
Sreš je profesionalni nogometaš, ki igra na položaju vezista. Od leta 2024 je član avstrijskega kluba St. Anna/Aigen. Ped tem je igral za slovenske klube Muro 05, Beltince in Zavrč ter avstrijska Straden in Bad Gleichenberg. Skupno je v prvi slovenski ligi odigral 40 tekem in dosegel en gol. Bil je tudi član slovenske reprezentance do 16, 17 in 20 let.